# Léon Vingtain
Léon Jean Thomas Vingtain est un homme politique français né le 5 octobre 1828 à Paris et mort le 5 juin 1879 au château de Marcouville à Vitray-sous-Brezolles, ancienne commune d'Eure-et-Loir intégrée en 1972 dans Crucey-Villages.

## Biographie

### Famille
Fils de Alphonse Guillaume Victor Vingtain, notaire à Paris et de Geneviève Élisabeth Caigné (fille de Thomas Claude Caigné, né en 1765, mort en 1823, notaire à Paris).
En 1839, sa mère, veuve, se remarie avec Adelphe Chasles (1795-1868), alors maire et député de Chartres.

### Vie politique
En 1858, il publie La Vie publique de Royer-Collard et en 1860 un Essai sur la liberté de la presse.
Bien que docteur en droit, il préfère se consacrer à l'agriculture et devient exploitant agricole à Marcouville où il possède un château et est élu président du comice agricole de Dreux.
Opposant au Second Empire, en 1863, alors élu conseiller général du canton de Brezolles il se présente comme candidat libéral aux élections législatives pour la deuxième circonscription d'Eure-et-Loir (Dreux, Nogent-le-Rotrou, Illiers et Brou) et déclare vouloir « l'égalité des droits, la liberté sous toutes ses formes, l'économie dans les dépenses, la modération dans les impôts et le contrôle sévère de l'emploi des deniers publics ». Il est battu par Eugène Casimir Lebreton.
Il se représente une seconde fois, dans la même circonscription, aux élections législatives de 1869, déclarant vouloir « la liberté, l'ordre, le progrès régulier, la paix, l'économie, la réduction du contingent militaire, l'instruction primaire gratuite et le contrôle efficace des actes du gouvernement par les représentants de la nation ». Il est à nouveau battu par Eugène Casimir Lebreton.
il parvient à être élu député d'Eure-et-Loir en 1871, inscrit au groupe parlementaire du Centre gauche. En 1874, il est nommé par le Garde des sceaux, ministre de la justice, membre de la commission à l'effet de préparer un projet de loi sur la presse. Orléaniste, il soutient d'abord Thiers, il évolue vers le centre-droit à partir de 1873.
En avril 1871, il héberge secrètement dans son château de Marcouville Henri d'Orléans, duc d'Aumale.
Aux élections cantonales d'octobre 1871, il est battu dans le canton de Brezolles par Victor Legoux.
En 1877, il publie un opuscule Le parti républicain peut-il devenir un parti de gouvernement ? dans lequel il conclut que « c'est donc, coûte que coûte, au parti républicain à être sage, sous peine de périr et de voir par ses fautes la république périr avec lui ».

### Description
Dans sa Galerie de Versailles publiée dans Le Charivari, Arthur Pougin le décrit ainsi : « un petit homme joufflu, trapu, pansu, rond comme une boule, avec des cheveux courts d'une couleur incertaine, un menton à trois étages et des jambes en manches de veste. L'air bonhomme, un peu lourd, un peu pataud, un peu paysan, et une grosse figure ronde et réjouie. Avec tout ça une petite voix fluette et aiguë qui a l'air de sortir du fond d'un moulin. Enfin, comme ensemble, une vraie physionomie de fermier de campagne ».

### Mort
Il meurt à Vitray-sous-Brezolles le 5 juin 1879 à l'âge de 50 ans. Dans sa nécrologie, il est indiqué qu'il avait trois passions : l'agriculture, l'économie politique et la politique.

## Famille
Il se marie avec Claire Gentil (1835-1898) et a trois filles :
- Geneviève Henriette Marie Victoire, née le 6 décembre 1857 à Paris, décédée le 24 janvier 1920 à Paris, épouse de Charles Eugène Victor Parmentier (1848-1902), docteur en droit et magistrat ;
- Claire Jeanne Geneviève, née le 22 janvier 1859 à Paris, décédée le 4 mars 1948 à Paris, épouse de Pierre Félix Amédée, baron Girod de l'Ain (1852-1939), administrateur de la compagnie P.L.M. ;
- Claire Louise Lucie, née le 24 juillet 1864 à Ennery, décédée le 7 novembre 1918 à Eurville-Bienville (Haute-Marne), épouse de Jacques Marcellot (1861-1953), maître de forges, industriel, député de Haute-Marne[11].

## Sources
- « Léon Vingtain », dans Adolphe Robert et Gaston Cougny, Dictionnaire des parlementaires français, Edgar Bourloton, 1889-1891 [détail de l’édition]